# Kelisia snelli
Kelisia snelli är en insektsart som beskrevs av Frederick Arthur Godfrey Muir 1925. Kelisia snelli ingår i släktet Kelisia och familjen sporrstritar. Inga underarter finns listade i Catalogue of Life.